# Little Pappa Island
Little Pappa Island ist eine Binneninsel im Gambia-Fluss im westafrikanischen Staat Gambia.
Die unbewohnte rund 38 Hektar große Insel liegt unmittelbar südlich der größeren Pappa Island. Sie ist rund 1600 Meter lang und 320 Meter breit. Auf der Nordseite der Insel ist der Gambia rund 60 Meter breit, auf der Südseite rund 70 Meter.